# Florian Heilmeyer
Florian Heilmeyer (* 1974 in Tübingen) ist ein deutscher Architekturjournalist, Autor und Kurator. 

## Arbeit
Heilmeyer, der seit 1978 in Berlin lebt, studierte Architektur an der Technische Universität Berlin. Er arbeitete als Architekt, Bauleiter, Ausstellungs- und Bühnenbildbauer. Seit 1998 veröffentlicht er Texte über Architektur, seit 2004 ist er ausschließlich als Architekturvermittler, Redakteur, Autor und Kurator tätig. Seine Texte zu zeitgenössischer Architektur und Baupolitik erscheinen in verschiedenen deutschen und internationalen Print- und Online-Medien, darunter 2G, A+U, AD, Arch+, Architectural Review, Archithese, Arkitektur N, Bauwelt, Domus, Neue Zürcher Zeitung und taz. Er arbeitet als regelmäßiger Autor für Baunetz, Baumeister und Stylepark, dazu als Berlin- und Deutschland-Korrespondent für Metropolis und Werk Bauen+Wohnen, als Berater, Kurator und Redakteur für Ausstellungen und Bücher. Er ist im Beirat für den DAM Preis für Architektur in Deutschland und independent expert für den Preis der Europäischen Union für zeitgenössische Architektur. 
Er hat Monographien für verschiedene deutsche Architekturbüros verfasst, darunter Staab Architekten und realities:united. Seit 2023 begleitet er als kuratorischer Berater die Wanderausstellung "Umbau" von Gerkan, Marg und Partner (gmp), die bei der 18. Architekturbiennale Venedig 2023 zu sehen war, dann in Hamburg, Berlin, New York und Shanghai.
Seine Forschungsthemen sind hauptsächlich die Architektur des 20. Jahrhunderts und der Gegenwart. Dazu gehören Theorien des Umbaus, die Geschichte des Holzbaus, des ökologischen Bauens sowie die zeitgenössische Architekturfotografie, dabei arbeitete Heilmeyer unter anderem mit den Fotografen Andreas Gehrke (Berlin),, Zara Pfeifer (Wien), Nuno Cera (Lissabon) und Peter Ortner (Wien) zusammen.
Heilmeyer war zweimal beteiligt an den deutschen Beiträgen zur Internationalen Architekturbiennale in Venedig, einmal 2008 als Redakteur der Publikation zur Ausstellung „Updating Germany“ von Friedrich von Borries und Matthias Böttger, und erneut 2012 als Mitherausgeber des Ausstellungskatalogs zu „Reduce Reuse Recycle. Ressource Architektur“ mit Muck Petzet, Konstantin Grcic und Erika Overmeer. Er war Mitkurator der Ausstellung Fernsehtürme. 8.559 Meter Politik und Architektur, die 2009/2010 unter anderem im Deutschen Architekturmuseum (DAM) in Frankfurt am Main gezeigt wurde. Von 2011 bis 2013 war er Chefredakteur des englischsprachigen Online-Architekturmagazins uncube, das von Baunetz herausgegeben wurde. Bis April 2016 war er weiterhin als Autor dafür tätig.

## Publikationen (Auswahl)
Als Herausgeber und Mit-Herausgeber
- Umbau Architektur in Flandern. Architecture of Transformation, Detail Publishers, München 2024, ISBN 978-3-95553-630-5
- Berlin. Urbane Architektur und Alltag seit 2009, Detail Publishers, München 2022, ISBN 978-3-9555-3589-6
- Celebrating Public Architecture. 70 Buildings from the Open Call in Flanders 2000-2021, Jovis, Berlin 2021, ISBN 978-3-86859-692-2
- Staab Architekten: Verwandte Unikate, Hatje Cantz, München 2016, ISBN 978-3-7757-4204-7
- Urbane Künste Ruhr 2014-2017, Kerber Verlag, Bielefeld 2017, ISBN 978-3-7356-0365-4
- Urbane Künste Ruhr 2012-2014, Distanz Verlag, Berlin 2014, ISBN 978-3-9547-6070-1
- Reduce, Reuse, Recycle. Ressource Architektur, mit Muck Petzet, Hatje Cantz, München 2012, ISBN 978-3-7757-3424-0
- Realities:united featuring, Ruby Press, Berlin 2011, ISBN 978-3-9813-4363-2
- mit Brigitte Franzen, Marc Günnewig, Jan Kampshoff, Andrea Nakath und Anna Sophia Schultz (Hrsg.): Westarch Volume 1: A New Generation in Architecture, Jovis, Berlin 2010, ISBN 978-3-8685-9079-1
- mit Matthias Böttger & Friedrich von Borries (Hrsg.): Fernsehtürme. 8.559 Meter Politik und Architektur. Jovis, Berlin 2009, ISBN 978-3-86859-024-1
- mit Matthias Böttger & Friedrich von Borries (Hrsg.): Bessere Zukunft? Auf der Suche nach den Räumen von Morgen. Merve, Berlin 2008, ISBN 978-3-88396-255-9

Als Autor
- Der Experimenta-Neubau in Heilbronn von Sauerbruch Hutton, hrsg. von Sauerbruch Hutton, Lars Müller Publishers, Zürich, ISBN 978-3-03778-721-2
- ICC Berlin, von Zara Pfeifer, Fotobuch bei Jovis, Berlin 2022, ISBN 978-3-86859-756-1
- Vom seriellen Plattenbau zur komplexen Großsiedlung. Industrieller Wohnungsbau in der DDR 1953-1990, hrsg. von Philipp Meuser, DOM Publishers, Berlin 2022, ISBN 978-3-8692-2859-4
- Berlin, Drittel Books, Berlin 2021, ISBN 978-3-9818866-3-4
- The Turn of the Century: A Reader About Architecture in Europe 1990-2020, hrsg. von Matthias Sauerbruch und Louisa Hutton, Lars Müller Publishers, Zürich 2021, ISBN 978-3-0377-8674-1
- The Essence of Berlin-Tegel, von Peter Ortner, Jovis, Berlin 2021, ISBN 978-3-8685-9631-1
- Beauftragte der Bundesregierung für Kultur und Medien (Hrsg.): Kulturelle Leuchttürme: die Entwicklung bedeutender Kultureinrichtungen in Ostdeutschland seit 1989, Berlin 2019
- Ein Neubau für die Nationalgalerie: Der Wettbewerb für das Museum des 20. Jahrhunderts, Kerber Verlag 2018, ISBN 978-3-7356-0430-9
- Presse- und Informationsamt der Bundesregierung (Hrsg.): Reformationsland: eine Reise zu 28 vom Bund geförderten Reformationsstätten in Sachsen, Sachsen-Anhalt und Thüringen, Berlin 2017
- Zupagrafika: Modern East. Build Your Own Modernist GDR, Zupagrafika 2017, ISBN 978-8-3947-5034-3

- Loft living: urbane Verwandlung, Callwey, München 2015, ISBN 978-3-7667-2189-1
- Haus-Rucker-Co. Architekturutopie Reloaded, Katalog zur Ausstellung im Haus am Waldsee, Verlag der Buchhandlung Walther König, Köln 2014, ISBN 978-3-8633-5675-0

- Parkviertel Dahlem Berlin, Stadtwandel-Verlag, Berlin 2010, ISBN 	978-3-86711-136-2
- Haus der Kulturen der Welt Berlin, Stadtwandel-Verlag, Berlin 2007, ISBN 978-3-86711-022-8